# Vovray-en-Bornes
Vovray-en-Bornes là một xã trong tỉnh Haute-Savoie thuộc vùng Auvergne-Rhône-Alpes đông nam Pháp.